# Дуглас (округ, Південна Дакота)
Шаблон:StateAbbr_ 43°23′ пн. ш. 98°22′ зх. д. / 43.39° пн. ш. 98.36° зх. д.
Округ Дуґлас (англ. Douglas County) — округ (графство) у штаті Південна Дакота, США. Ідентифікатор округу 46043.

## Історія
Округ утворений 1873 року.

## Демографія
За даними перепису
2000 року
загальне населення округу становило 3458 осіб, усе сільське.
Серед мешканців округу чоловіків було 1686, а жінок — 1772. В окрузі було 1321 домогосподарство, 947 родин, які мешкали в 1453 будинках.
Середній розмір родини становив 3,1.
Віковий розподіл населення поданий у таблиці:
| Стать    | До 15 років | 15-21 | 22-29 | 30-39 | 40-49 | 50-65 | 65-85 | Понад 85 |
| -------- | ----------- | ----- | ----- | ----- | ----- | ----- | ----- | -------- |
| Чоловіки | 382         | 166   | 100   | 193   | 271   | 268   | 274   | 32       |
| Жінки    | 361         | 154   | 95    | 182   | 231   | 275   | 362   | 112      |

## Суміжні округи
- Орора — північ
- Девісон — північний схід
- Гатчинсон — схід
- Чарлз-Мікс — південний захід

## Виноски
1. ↑  US Decennial Census. US Census Bureau. Архів оригіналу за 26 квітня 2015. Процитовано 24 березня 2015.
2. ↑  Historical Census Browser. University of Virginia Library. Архів оригіналу за 11 серпня 2012. Процитовано 24 березня 2015.
3. ↑  Forstall, Richard L., ред. (27 березня 1995). Population of Counties by Decennial Census: 1900 to 1990. US Census Bureau. Архів оригіналу за 28 грудня 2008. Процитовано 24 березня 2015.
4. ↑  Census 2000 PHC-T-4. Ranking Tables for Counties: 1990 and 2000 (PDF). US Census Bureau. 2 квітня 2001. Архів оригіналу (PDF) за 18 грудня 2014. Процитовано 24 березня 2015.
5. ↑  State & County QuickFacts. Бюро перепису населення США. Архів оригіналу за 7 червня 2011. Процитовано 25 листопада 2013.(англ.) Наведено за англійською вікіпедією.
6. ↑  American FactFinder. Бюро перепису населення США. Архів оригіналу за 21 травня 2008. Процитовано 31 січня 2008.

| США | Це незавершена стаття з географії США. Ви можете допомогти проєкту, виправивши або дописавши її. |